# 葉映彤
葉映彤（1988年12月22日—），畢業於華東政法大學國際貿易系。現任華視新聞資訊台主播、曾任華視新聞資訊台《華視新聞晚報》當家主播、《Top People封面人物》、《晶圓之島-撼動世界的半導體傳奇》主持人、壹電視新聞台記者、氣象主播、《新聞夜PRO》主播、年代新聞台《年代午報》主播。2024年10月3日起，因待產暫離主播台。

## 學歷
- 華東台商子女學校
- 新北市私立及人高級中學
- 上海市楊浦高級中學
- 華東政法大學國際貿易系

## 經歷
- 2011年9月-2013年6月：年代新聞台文字記者。
- 2013年6月-2015年3月：壹電視新聞台文字記者。
- 2014年-2015年3月、2016年3月-2017年7月27日：壹電視新聞台氣象主播。
- 2016年4月25日-2017年7月27日：壹電視新聞台主播。
- 2017年7月31日-2021年6月18日：年代新聞台《年代午報》主播。
- 2022年4月25日-2022年11月8日：華視主頻、華視新聞資訊台《華視晚間新聞》當家主播。
- 2021年9月1日-2022年11月25日：華視新聞資訊台《1800華視晚間新聞》當家主播。
- 2021年9月15日-2022年2月11日：華視新聞資訊台《健康大群組》主持人。
- 2023年4月10日-2023年6月15日：華視新聞資訊台《1819華視晚間新聞》當家主播。
- 2023年6月16日-2024年10月3日：華視新聞資訊台《華視新聞晚報》當家主播。
- 2023年9月16日-2025年3月：華視新聞資訊台《Top People風雲人物》主持人。

## 曾主播過或主持過的節目
| 時間                         | 頻道                     | 節目               | 備註     |
| 2014年2月～2016年3月         | 壹電視新聞台             | 壹電視整點新聞     | 主播     |
| 2016年4月25日～2017年7月27日 | 壹電視新聞台             | 新聞夜PRO          | 主播     |
| 2017年7月31日～2021年6月18日 | 年代新聞台               | 年代午報           | 主播     |
| 2022年4月25日─2022年11月8日  | 華視主頻、華視新聞資訊台 | 華視晚間新聞       | 當家主播 |
| 2021年9月1日─2022年11月25日  | 華視新聞資訊台           | 1800華視晚間新聞   | 當家主播 |
| 2023年4月10日─2023年6月15日  | 華視新聞資訊台           | 1819華視晚間新聞   | 當家主播 |
| 2023年6月16日─2024年10月3日  | 華視新聞資訊台           | 華視新聞晚報       | 當家主播 |
| 2021年9月15日─2022年2月11日  | 華視新聞資訊台           | 健康大群組         | 主持人   |
| 2023年9月16日─2025年3月      | 華視新聞資訊台           | Top People風雲人物 | 主持人   |

## 外部連結
- 葉映彤的Facebook專頁
- 葉映彤的Instagram帳戶